# Vasilevo (kommunhuvudort)
Vasilevo (makedonska: Василево) är en ort i Nordmakedonien. Den är huvudort i kommunen med samma namn, i den östra delen av landet, 120 kilometer sydost om huvudstaden Skopje. Vasilevo ligger 235 meter över havet och antalet invånare är 12 382.